# Antonio José Cavanilles
Antonio José Cavanilles (Valencia, 16 gennaio 1745 – Madrid, 5 maggio 1804) è stato un botanico spagnolo.
È stato direttore dell'Orto botanico di Madrid dal 1801 al 1804.
L'abbreviazione standard di questo autore nelle citazioni di un nome botanico è Cav.

## Opere
- (LA) Icones et descriptiones plantarum, quae aut sponte in Hispania crescunt, aut in hortis hospitantur, vol. 1, Madrid, Lazaro Gayguer, 1791.
- (LA) Icones et descriptiones plantarum, quae aut sponte in Hispania crescunt, aut in hortis hospitantur, vol. 2, Madrid, Lazaro Gayguer, 1793.
- (LA) Icones et descriptiones plantarum, quae aut sponte in Hispania crescunt, aut in hortis hospitantur, vol. 3, Madrid, Lazaro Gayguer, 1794.
- (LA) Icones et descriptiones plantarum, quae aut sponte in Hispania crescunt, aut in hortis hospitantur, vol. 4, Madrid, Lazaro Gayguer, 1797.
- (LA) Icones et descriptiones plantarum, quae aut sponte in Hispania crescunt, aut in hortis hospitantur, vol. 5, Madrid, Lazaro Gayguer, 1799.
- (LA) Icones et descriptiones plantarum, quae aut sponte in Hispania crescunt, aut in hortis hospitantur, vol. 6, Madrid, Lazaro Gayguer, 1801.